# 北畠満雅
北畠 満雅（きたばたけ みつまさ）は、室町時代前期の武将・公家。伊勢国司北畠家の第3代当主。北畠顕泰の次男。

## 生涯
元服時に室町幕府第3代将軍・足利義満から偏諱を賜い、満雅と名乗る。これは義満が子の義持に将軍職を譲る応永元年（1394年）までに済ませているであろう。
応永6年（1399年）11月、同じく義満から1字を賜った長兄の北畠満泰が応永の乱に幕府側の山名時煕軍に加勢する形で参戦し、大内軍との激闘の中で戦死。これに伴って、戦後代わって嫡男（跡取り）となる。父・顕泰から北畠家の家督を譲られたのはこれより間もなく、応永9年（1402年）前後のこととされている。この年に満雅は伊勢国司に就任している。
皇統が明徳の和約に反し、持明院統から大覚寺統に譲られないことを不服とし、応永21年（1414年）に幕府に条件履行を迫って伊勢で挙兵した。大和宇陀郡の沢氏・秋山氏といった国人らも満雅に味方した。満雅は幕府方の城や足利方についた北畠一族の木造俊康の坂内城を攻め落とし、坂内雅俊（まさとし、木造俊康の実弟、坂内氏初代）を木造城に、実弟・顕雅（大河内氏初代）を大河内城に入れ、玉丸城・多気城・坂内城にも一族を配し、満雅自身は阿坂城に入る。
応永22年（1415年）4月、この挙兵に対し第4代将軍足利義持は、土岐持益を大将とし伊勢に侵攻、阿坂城まで迫る。しかし、これを攻め落とすことができず、8月に後亀山法皇の仲介のもとに和睦した。
正長元年（1428年）7月、称光天皇が崩御して持明院統の嫡流が断絶すると、同年1月に第6代目の将軍に就任した義持の弟・足利義教は、前もって後小松上皇と謀り、持明院統の伏見宮家の彦仁王（後花園天皇）が践祚した。これに不満を持った後亀山法皇の孫・小倉宮聖承は満雅を頼り、居所の嵯峨から逃亡した。満雅はこの当時幕府と対立していた鎌倉公方・足利持氏と連合し、小倉宮を推戴して反乱を起こした。
だが、満雅の反乱に激怒した義教により派遣された伊勢守護・土岐持頼（世保家）率いる幕府軍に攻められる。北畠勢は雲出川の戦いにおいて幕府軍を大破・敗走させるが、更に幕府から土岐持益・長野満藤・赤松満祐・山名持豊らが派遣された。
同年（1429年）12月21日、満雅は伊勢阿濃郡岩田川で長野満藤・仁木持長・一色義貫らと戦い、討ち死にした（岩田川の戦い）。この戦いで北畠家は一志郡・飯高郡を失い、それぞれ長野満藤、土岐持頼に与えられた。満雅が戦死したとき、子の教具はまだ7歳であった為、実弟の大河内顕雅が職務を代行し、北畠家を存続させた。